# 박연 (1378년)
박연(朴堧, 1378년 음력 8월 20일 ~ 1458년 3월 23일)은 조선 초기의 문신, 도학자, 경세가, 문장가, 천문학자, 음악가이다. 초명은 연(然), 자는 탄보(坦父), 아호는 난계(蘭溪), 당호는 송설당(松雪堂)이다. 시호는 문헌(文獻)이며, 밀양 박씨 좌복야공파후 난계파조이다.

## 생애
박연은 1378년(고려 우왕 4년) 지금의 충청북도 영동군 심천면 고당리 308에서 태어났다. 그는 아주 총명하고 학문이 탁월하였으며, 효심이 지극하여 여(시)묘를 6년 하여 1402년(조선 태종 2년)에 조정에서 효자 정려(旌閭)가 내려졌다. 1405년(태종 5년)에 생원시에 급제하고 1411년 문과에 제1위(장원)로 등과하였다. 세종이 대군 시절 세자시강원 문학으로 세종을 가르쳤다. 집현전 교리(敎理)를 거쳐 지평(持平)·문학(文學)대제학을 역임하였다.
세종이 즉위한 뒤 악학별좌(樂學別坐)에 임명되어 음악에 관한 일을 맡아 보았다. 당시 불완전한 악기의 조율(調律)의 정리와 악보 찬집(撰集)의 필요성을 상소하여 허락을 얻고, 1427년(세종 9) 편경 12매를 제작, 자작한 12율관(律管)에 의거한 정확한 음률로 연주케 했고 3년 후 다시 미비한 율관을 수정했다. 또한 조정의 조회 때 사용하던 향악을 폐하고 아악의 사용을 건의하여 실행케 했다. 세종실록 9년 5월 15일조 기사를 보면 악학별좌(樂學別坐) 봉상 판관(奉常判官)으로 1틀에 12개 달린 석경(石磬)을 새로 만들어 올렸다고 기록되어 있다. 그리고 세종실록 1428년 2월 20일 조 기사에는 세종으로부터 세상일에 통달한 학자라는 평을 얻었다.
1431년 남급(南汲)·정양(鄭穰)과 회례(會禮)에도 아악을 채택케 하고, 조회와 회례에서 종전까지 기생이 추던 춤을 무동(舞童)으로 대치하여 문무이무(文武二舞)의 작변지절(作變之節)과 속부남악지기(俗部男樂之伎)를 추게 하여 궁정 음악과 예법을 전반적으로 개혁했다.
1433년 유언비어를 유포했다는 죄로 파직되었다가 용서되어 아악에 종사하였으며, 공조 참의·첨지중추원사를 지냈다.
1445년 성절사로 명나라에 다녀와서 인수 부윤(仁壽府尹)·중추원 부사(中樞院副使)를 역임하였다가 예문관 대제학에 올랐다.
1453년10월10일(단종 1) 계유정난 때 집현전 한림학사이었던 셋째 아들 박계우가 교형되었으나 악학도제조인 수양대군이 악학제조인 박연이 4조(三朝)에 걸친 원로임을 인정하여 3족을 멸하는 죽음을 면하였으나 자손들의 안위를 위하여 1458년 2월 2일까지 고산에 자원 안치되었다가 풀려나 49일만인 1458년 3월 23일 죽었다. 가훈 17장을 지으니 도암(陶庵) 이재(李縡, 1680 ~ 1746)가 서문을 찬(撰)하였다.

## 사후
1767년 영조 43년 문헌공의 시호가 내려졌다.1972년 대한민국 정부에서 영동에 난계사를 세우고 1973년부터 매년 연례 행사로 난계예술제를 지내고 있으며 서울에 난계로와 난계공원이 있다.

## 평가
특히 적(笛)의 명 연주가였으며 조선 초 미비한 궁정 음악을 정비하여 고구려의 왕산악(王山岳), 신라의 우륵(于勒)과 함께 3대 악성(樂聖)으로 불린다.

## 가계
- 증조부 : 박순중(朴純中)
  - 할아버지 : 박시용(朴時庸)
    - 아버지 : 박천석(朴天錫)
    - 어머니 : 김오(金珸)의 딸 - 경주 김씨
    - 장인 : 판서 송윤(빈)(宋贇).
      - 부인 : 정경부인 여산(礪山) 송씨
        - 아들 : 박맹우(朴孟愚)
        - 아들 : 박중우(朴仲愚)
        - 아들 : 박계우(朴季愚)

## 관련 작품

### 드라마
- 《장영실》 (KBS1, 2016년 배우: 이건명)

## 같이 보기
- 난계국악박물관
- 난계사
- 난계로